# Garveia clevelandensis
Garveia clevelandensis is een hydroïdpoliep uit de familie Bougainvilliidae. De poliep komt uit het geslacht Garveia. Garveia clevelandensis werd in 1959 voor het eerst wetenschappelijk beschreven door Pennycuik. 